# محمد عبد الرحمن (سياسي سوري)
محمد عبد الرحمن (مواليد 1985 في محمبل، إدلب) عسكري وسياسي سوري يشغل منصب محافظ إدلب منذ 19 كانون الثاني 2025. قبلها شغل منصب وزير الداخلية في الحكومة الانتقالية السورية برئاسة محمد البشير من 10 كانون الأول 2024 وذلك بعد سقوط نظام الأسد إلى 19 كانون الثاني 2025.
قبل ذلك شغل منصب وزير الداخلية في حكومة الإنقاذ السورية من عام 2022.

## النشأة والتعليم
ولد محمد عبد الرحمن في قرية محمبل بمحافظة إدلب وتخرج ضابطًا في الكلية الحربية بحمص، وانشق عن الجيش العربي السوري في عام 2012 وانضم إلى فصائل المعارضة السورية أثناء الحرب الأهلية في البلاد.
في عام 2015 شغل عبد الرحمن منصب المشؤول العام لإدارة جيش الفتح في محمبل وريفها، وبحلول عام 2017 عمل في الإدارة العامة للخدمات وتولى مسؤوليات ضمن فرع إدلب، مع التركيز على كتلة محمبل والريف الشرقي لجسر الشغور والعلاقات العامة.
بين عامي 2017 و2018 أدار العلاقات العامة والتنسيق في هذه المناطق. وفي عام 2019 عُيِّن رئيسًا لمنطقة أريحا في المنطقة الوسطى، ثم تمت ترقيته إلى مشرف عام للمنطقة الوسطى للفترة 2020-2021.
في عام 2022 عُيِّن وزيرًا للداخلية في الولاية الخامسة لحكومة الإنقاذ السورية. شغل نفس المنصب في عام 2024 كجزء من الحكومة الانتقالية السورية برئاسة رئيس الوزراء محمد البشير بعد سقوط نظام الأسد والقرار بأن وزراء حكومة الإنقاذ سيشغلون نفس الأدوار في الحكومة الانتقالية حتى مارس 2025.